# Mansudae Art Studio

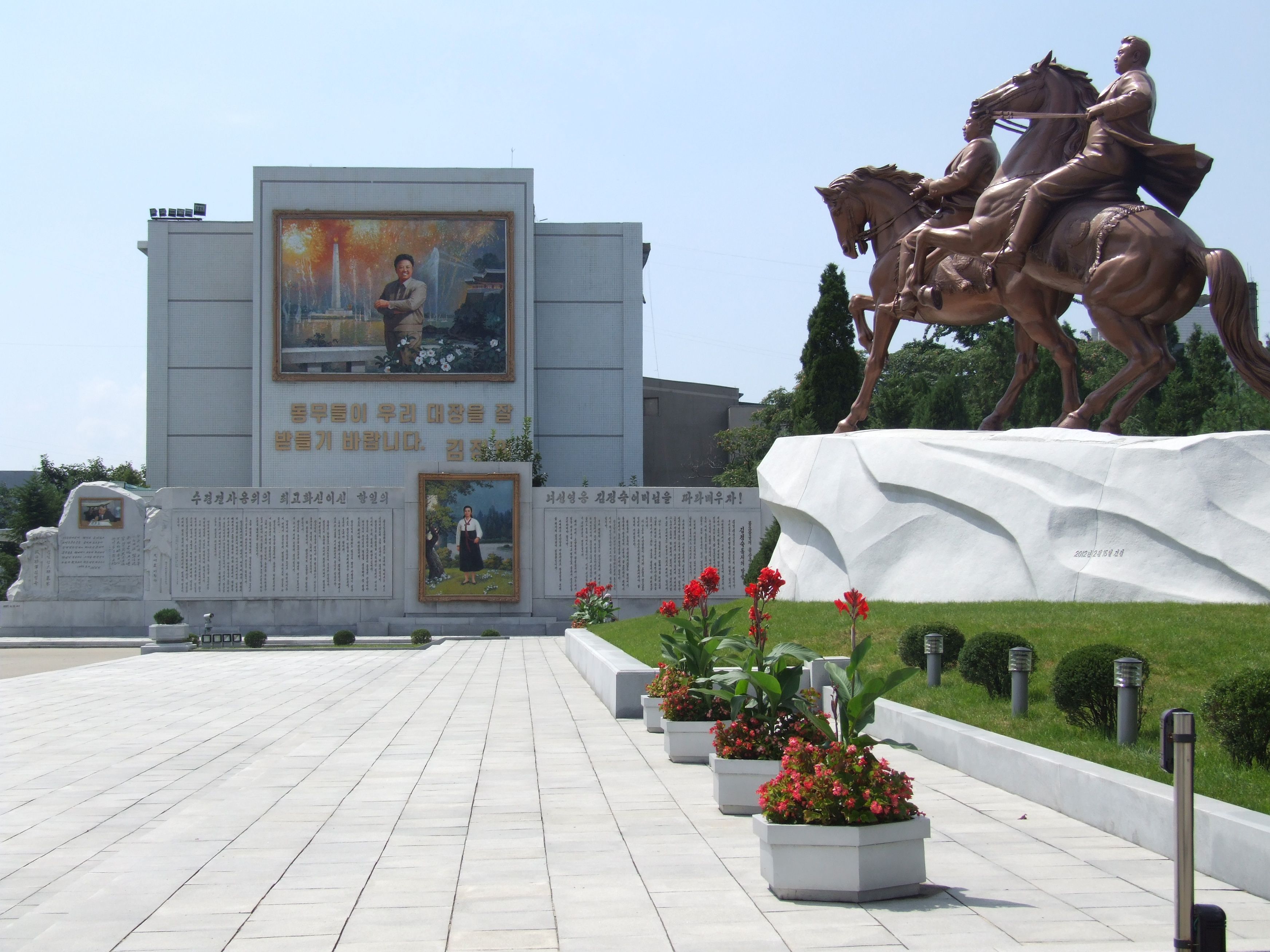
Jeden z pomników wyprodukowanych przez pracownię

Mansudae Art Studio – pracownia artystyczna w P'yŏngch'ŏnie w Pjongjangu w Korei Północnej. Została ona założona w 1959 i jest jednym z największych ośrodków produkcji artystycznej na świecie, o powierzchni ponad 120 tys. metrów kwadratowych.
Pracownia zatrudnia około 4000 osób, z czego 1000 to artyści wybrani z najlepszych akademii w Korei Północnej. Większość jej artystów to absolwenci Uniwersytetu w Pjongjangu. Pracownia składa się z 13 grup, w tym między innymi zajmujących się drzeworytem, rysunkami na węglu drzewnym, ceramiką, haftem i obrazami jubilerskimi.
Studio wyprodukowało wiele najważniejszych zabytków Korei Północnej, takich jak Pomnik Utworzenia Partii Pracy Korei, Pomnik Ch’ŏllima czy Wielki Pomnik Góry Mansu. Jej zagraniczny oddział znany jest jako Mansudae Overseas Project Group, który tworzy pomniki dla 18 państw afrykańskich i azjatyckich (według stanu na 2014 rok). Wszystkie obrazy rodziny Kimów są produkowane przez Mansudae Art Studio. Kim Dzong Il był kierownikiem specjalnym pracowni do czasu swojej śmierci.

## Znaczenie
Mansudae Art Studio jest prawdopodobnie największą pracownią sztuki na świecie. Pracownia jest niezwykle ważna w Korei Północnej, ponieważ zatrudnia najlepszych artystów i jest jedyną organizacją oficjalnie usankcjonowaną do przedstawiania dynastii Kimów.
Pozycje w Mansudae są prestiżowe i pożądane, również w ramach Mansudae Overseas Projects. Pracownicy Mansudae wysyłani za granicę żyją pod ścisłym nadzorem, otrzymując lepsze wynagrodzenie niż większość mieszkańców Korei Północnej.
Od momentu powstania w 1959, Mansudae odtwarza, odzwierciedla i kształtuje estetykę kraju. Korea Północna wydaje dużą część swojego budżetu na apoteozę rodziny Kimów, co prawdopodobnie obejmuje sposób Mansudae, ponieważ studio produkuje propagandę od pomników po partyjne plakietki przedstawiające przywódców rodziny Kimów noszone przez wszystkich obywateli Korei Północnej. Działalność propagandowa Mansudae jest niezbędna dla rządu północnokoreańskiego. Według Piera Luigiego Cecioniego, studio jest tak ważne dla kraju i jego rządu, że ma status ministerstwa [i] nie podlega pod Ministerstwo Kultury.

## Wybrane pomniki wyprodukowane przez Mansudae Art Studio

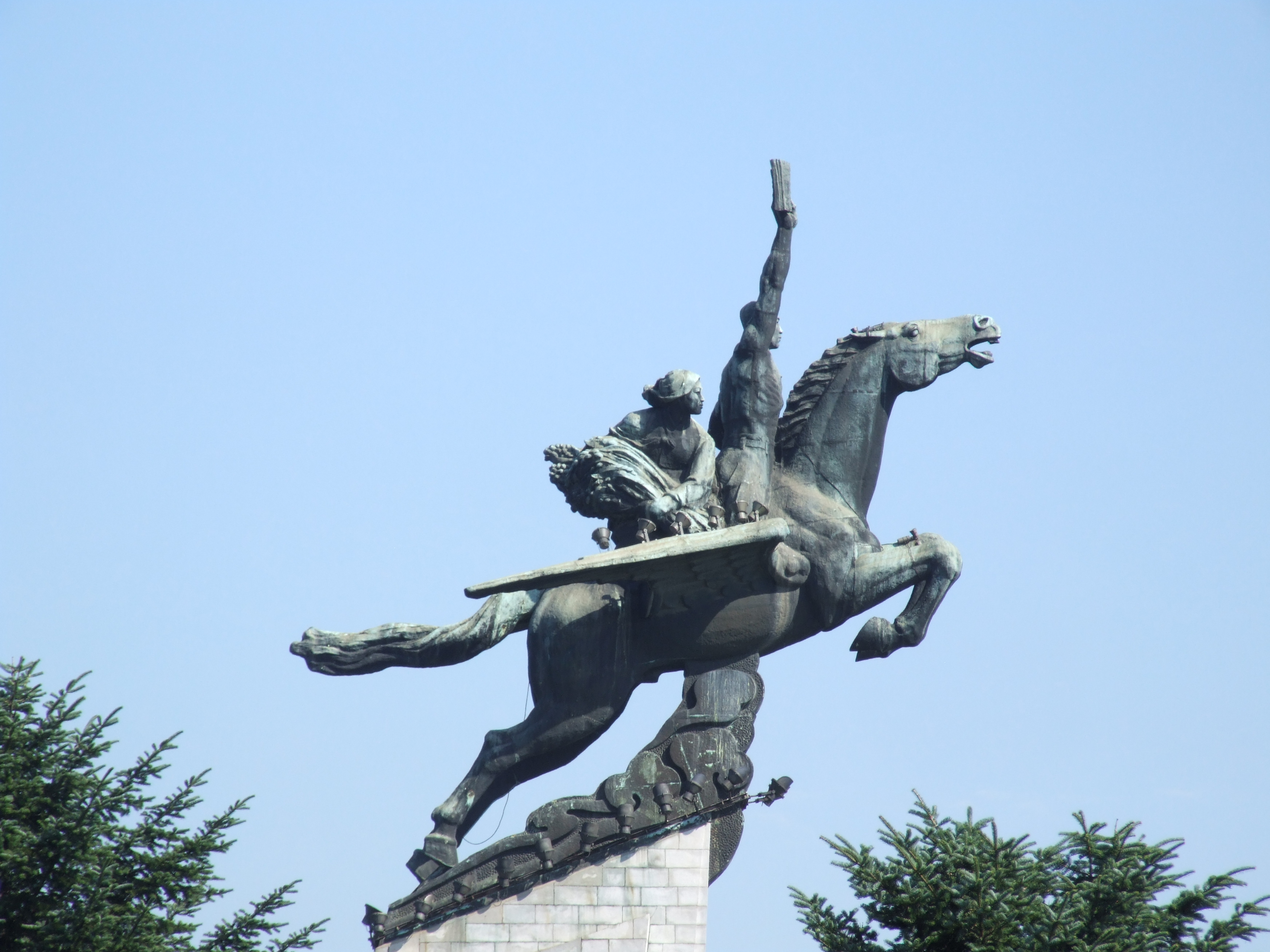
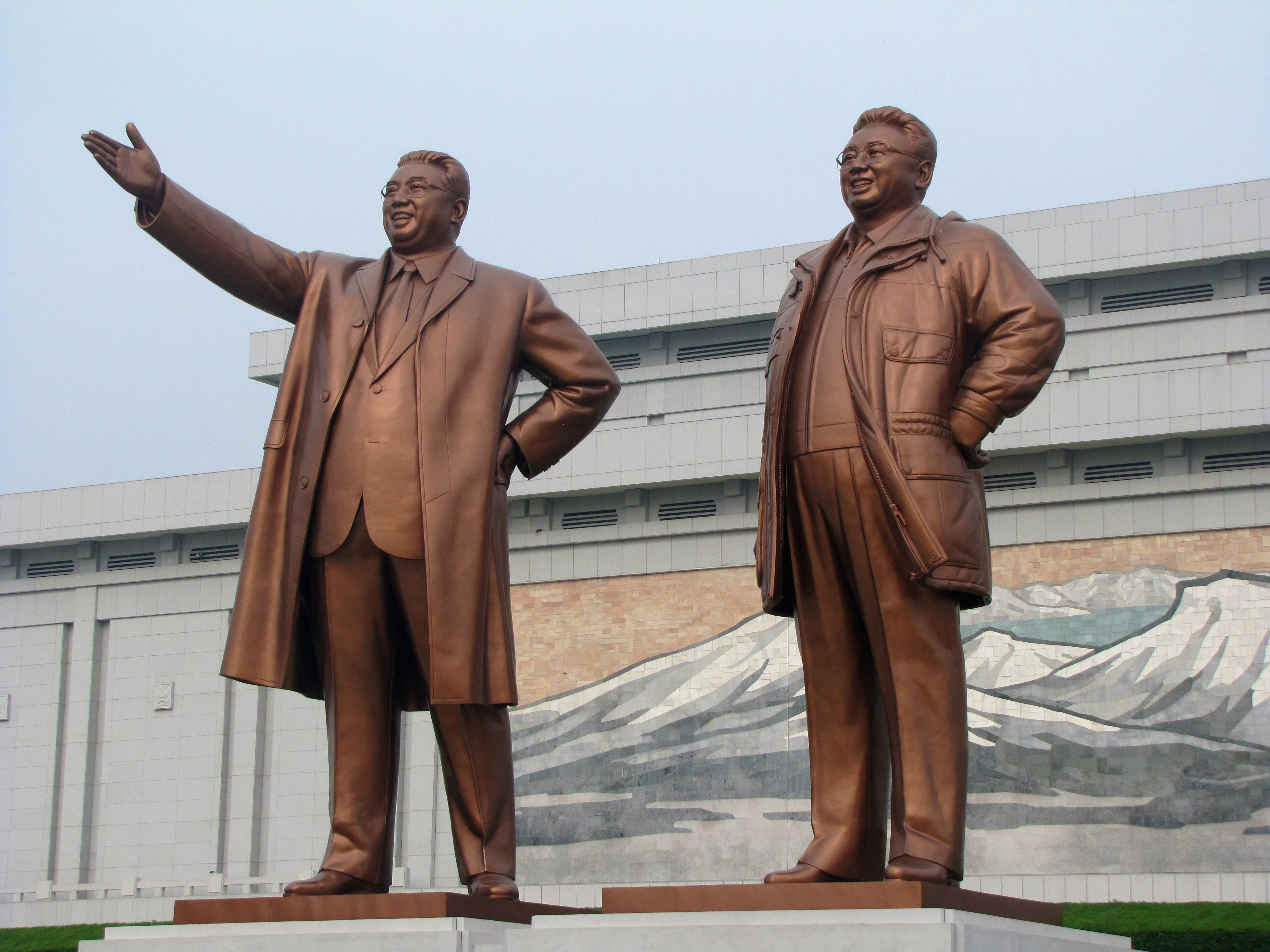
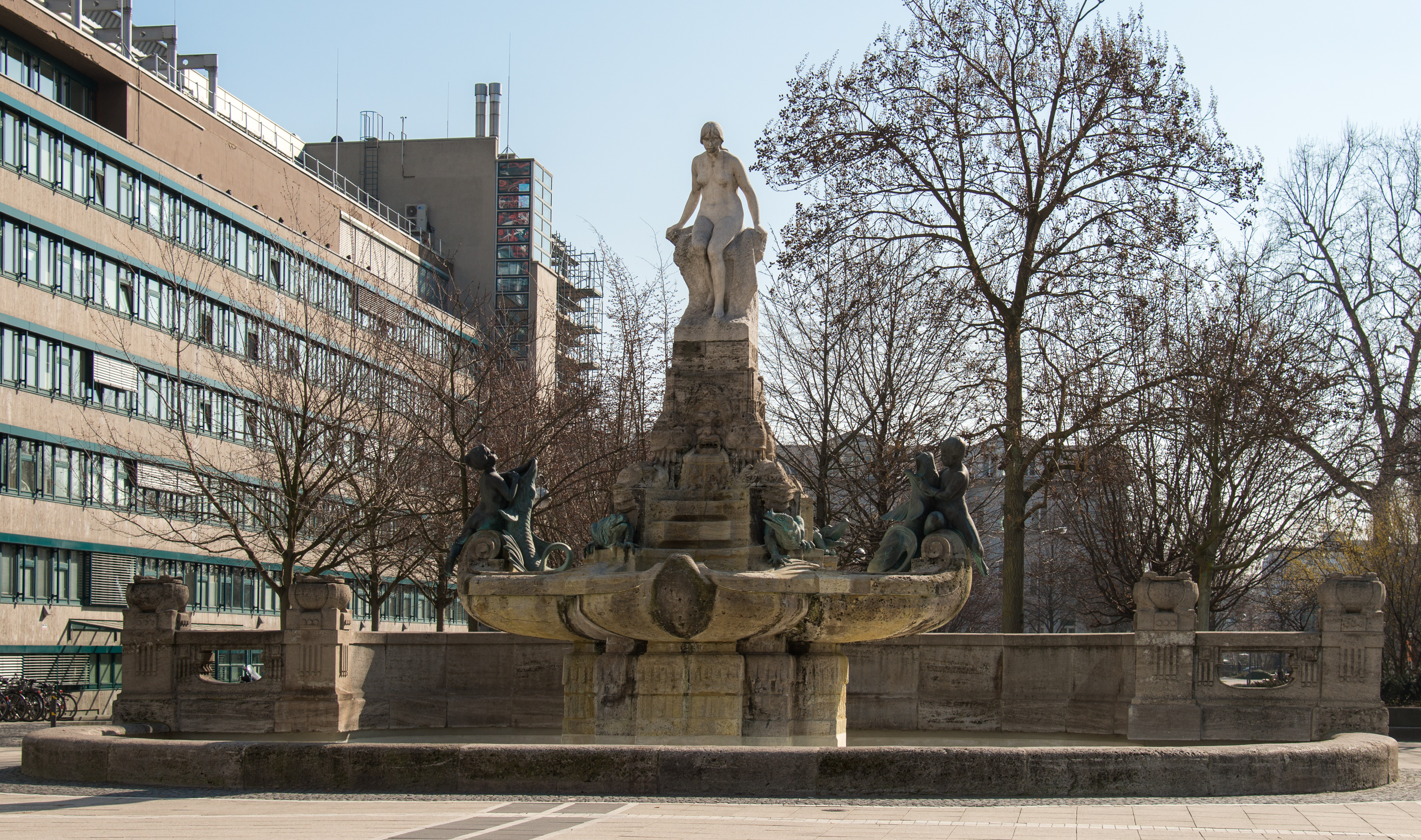